# Wereldkampioenschappen alpineskiën 2007
De FIS Wereldkampioenschappen alpineskiën 2007 waren de 39e officiële FIS wereldkampioenschappen. Het vond plaats van 3 tot en met 18 februari in Åre, Zweden. Het WK werd voor de tweede keer in Åre en in Zweden georganiseerd. De eerste keer was in 1954. Tijdens de verkiezing waren ook Val-d'Isère (Frankrijk) en Lillehammer (Noorwegen) in de race om het WK te mogen organiseren.

## Programma
| dag       | datum       | tijd              | onderdeel                            |
| --------- | ----------- | ----------------- | ------------------------------------ |
| vrijdag   | 2 februari  | 19.00 uur         | openings-ceremonie                   |
| dinsdag   | 6 februari  | 10.00 uur         | Super G, mannen                      |
| dinsdag   | 6 februari  | 12.30 uur         | Super G, vrouwen                     |
| woensdag  | 7 februari  | 10.00 uur         | eerste training afdaling, vrouwen    |
| woensdag  | 7 februari  | 12.30 uur         | eerste training afdaling, mannen     |
| donderdag | 8 februari  | 10.00 uur         | tweede training afdaling, vrouwen    |
| donderdag | 8 februari  | 12.30 uur         | alpine-combinatie, mannen; afdaling  |
| donderdag | 8 februari  | 16.00 uur         | alpine-combinatie, mannen; slalom    |
| vrijdag   | 9 februari  | 10.00 uur         | tweede training afdaling, mannen     |
| vrijdag   | 9 februari  | 12.30 uur         | alpine-combinatie, vrouwen; afdaling |
| vrijdag   | 9 februari  | 16.00 uur         | alpine-combinatie, vrouwen; slalom   |
| zaterdag  | 11 februari | 10.00 uur         | afdaling, mannen                     |
| zondag    | 11 februari | 12.30 uur         | afdaling, vrouwen                    |
| maandag   | 12 februari |                   | reserve-dag                          |
| dinsdag   | 13 februari | 17.00 / 20.00 uur | reuzenslalom, vrouwen                |
| woensdag  | 14 februari | 10.00 / 13.00 uur | reuzenslalom, mannen                 |
| donderdag | 15 februari |                   | reserve-dag                          |
| vrijdag   | 16 februari | 17.00 / 20.00 uur | slalom, vrouwen                      |
| zaterdag  | 17 februari | 10.00 / 13.00 uur | slalom, mannen                       |
| zondag    | 18 februari | 10.00 / 13.00 uur | landen-wedstrijd                     |

## Uitslagen

### Mannen
| onderdeel         | datum            | goud               | zilver          | brons                |
| ----------------- | ---------------- | ------------------ | --------------- | -------------------- |
| Super G           | 6 februari 2007  | Patrick Staudacher | Fritz Strobl    | Bruno Kernen         |
| Alpine-combinatie | 8 februari 2007  | Daniel Albrecht    | Benjamin Raich  | Marc Berthod         |
| Afdaling          | 11 februari 2007 | Aksel Lund Svindal | Jan Hudec       | Patrik Järbyn        |
| Reuzenslalom      | 14 februari 2007 | Aksel Lund Svindal | Daniel Albrecht | Didier Cuche         |
| Slalom            | 17 februari 2007 | Mario Matt         | Manfred Moelgg  | Jean-Baptiste Grange |

### Vrouwen
| onderdeel         | datum            | goud            | zilver                | brons          |
| ----------------- | ---------------- | --------------- | --------------------- | -------------- |
| Super G           | 6 februari 2007  | Anja Pärson     | Lindsey Kildow        | Renate Götschl |
| Alpine-combinatie | 9 februari 2007  | Anja Pärson     | Julia Mancuso         | Marlies Schild |
| Afdaling          | 11 februari 2007 | Anja Pärson     | Lindsey Kildow        | Nicole Hosp    |
| Reuzenslalom      | 13 februari 2007 | Nicole Hosp     | Maria Pietilä-Holmner | Denise Karbon  |
| Slalom            | 16 februari 2007 | Šárka Záhrobská | Marlies Schild        | Anja Pärson    |

### Nationaal
| onderdeel        | datum            | goud                                                                                                 | zilver                                                                                  | brons                                                                                        |
| ---------------- | ---------------- | --- | --------------------------------------------------------------------------------------- | -------------------------------------------------------------------------------------------- |
| Landen-wedstrijd | 18 februari 2007 | Oostenrijk Renate Götschl Michaela Kirchgasser Mario Matt Benjamin Raich Marlies Schild Fritz Strobl | Zweden Jens Byggmark Patrik Järbyn Markus Larsson Hans Olsson Anna Ottosson Anja Pärson | Zwitserland Daniel Albrecht Marc Berthod Sandra Gini Rabea Grand Nadia Styger Fabienne Suter |

## Medaillespiegels

### Nationaal
| Plaats | Land             | Goud | Zilver | Brons | Totaal |
| 1      | Oostenrijk       | 3    | 3      | 3     | 9      |
| 2      | Zweden           | 3    | 2      | 2     | 7      |
| 3      | Noorwegen        | 2    | 0      | 0     | 2      |
| 4      | Zwitserland      | 1    | 1      | 4     | 6      |
| 5      | Italië           | 1    | 1      | 1     | 3      |
| 6      | Tsjechië         | 1    | 0      | 0     | 1      |
| 7      | Verenigde Staten | 0    | 3      | 0     | 3      |
| 8      | Canada           | 0    | 1      | 0     | 1      |
| 9      | Frankrijk        | 0    | 0      | 1     | 1      |
| Totaal | Totaal           | 11   | 11     | 11    | 33     |

### Individueel
| rang | skiër/skiester     | m/v | goud | zilver | brons | totaal |
| ---- | ------------------ | --- | ---- | ------ | ----- | ------ |
| 1    | Anja Pärson        | v   | 3    | 0      | 1     | 4      |
| 2    | Aksel Lund Svindal | m   | 2    | 0      | 0     | 2      |
| 3    | Daniel Albrecht    | m   | 1    | 1      | 0     | 2      |
| 4    | Nicole Hosp        | v   | 1    | 0      | 1     | 2      |
| 5    | Lindsey Kildow     | v   | 0    | 2      | 0     | 2      |
| 6    | Marlies Schild     | v   | 0    | 1      | 1     | 2      |

In deze tabel zijn enkel de skiërs en skiesters opgenomen die meer dan één medaille behaalden.